# Thạch Thân
Thạch Thân (tiếng Trung: 石申; Wade–Giles: Shih Shen), còn được gọi là Thạch Thân Phu, là một nhà thiên văn học và chiêm tinh học Trung Quốc. Ông sinh ra ở nước Ngụy, và là người sống cùng thời với nhà thiên văn Cam Đức,

## Quan sát thiên văn
Dựa trên các ghi chép còn tồn tại đến nay, Thạch Thân được ghi nhận là đã xác định vị trí của 121 ngôi sao. Ông cũng là người thực hiện quan sát vết đen mặt trời có chủ đích sớm nhất còn được ghi lại trong sử sách, dù đôi khi bị việc này bị ghi nhầm là do Cam Đức thực hiện. Thạch Thân cho rằng những vết đen này là hiện tượng thiên thực bắt đầu ở trung tâm của Mặt Trời và lan rộng ra bên ngoài. Mặc dù nhận định này không đúng, nhưng ít nhất ông đã đúng khi coi đó là các các hiện tượng xảy ra trên Mặt Trời.
Các tác phẩm của ông bao 8 tập sách Thạch Thị Tinh Kinh (石氏 星 經), một tập sách Hồn thiên đồ (浑天图) và một tập sách Thạch Thị Tinh Bộ Kinh Tán (石氏星簿经赞). Quan điểm hiện nay cho rằng hai cuốn kể sau do những người theo học phái của ông viết. Hầu hết các tác phẩm của Thạch Thân đều không còn tồn tại nguyên vẹn, nhưng một số bài viết quan trọng của ông đã được lưu giữ trong tác phẩm Khai Nguyên Chiêm Kinh (開元占經), soạn dưới thời Đường.

## Sách
Thạch Thân đã viết tác phẩm Thạch Thị Thiên Văn (石氏 天文), sau này được gọi là Thạch Thị Tinh Kinh (石氏 星 經).

## Ảnh hưởng
Cam Đức và Thạch Thân được nhắc tới rất nhiều trong các sách vở thiên văn học sau thời của họ, mặc dù họ không liên quan gì đến các tác phẩm dùng tên của họ được viết sau này. Chẳng hạn tác phẩm Cam Thạch Tinh Kinh (甘 石 星 經, nghĩa là Sách về sao của Cam Đức và Thạch Thị), được Mã Hiển (馬 顯) biên soạn vào khoảng năm 579 như phần phụ lục của một khảo luận về lịch pháp.
Miệng núi lửa Thạch Thân trên Mặt trăng được đặt theo tên của ông.